# Laureline Mattiussi
Laureline Mattiussi (née le 22 novembre 1978 à Nancy) est une autrice de bande dessinée française. 

## Biographie
Après des études d'arts appliqués, elle quitte Nancy pour rejoindre dans un premier temps l'École des beaux-arts d'Aix-en-Provence, puis l'École européenne supérieure de l'image d'Angoulême. Elle y rencontre d'autres étudiants, entre autres Yann Taillefer, Pipocolor, Mathieu Jiro et Clément Baloup, avec lesquels elle participe à la fondation du collectif La Maison qui pue.
En 2009, elle sort le premier tome de L'Île au Poulailler, aux éditions Treize étrange (Glénat), pour lequel elle reçoit le prix Artémisia 2010, et est sélectionnée au Festival d'Angoulême 2010. Après le 2e tome de L'île au Poulailler, elle sort en 2012 et 2013 un autre diptyque, avec cette fois-ci Sol Hess au scénario, La Lionne.
Je viens de m'échapper du Ciel, publié en 2016 chez Casterman, est une adaptation de nouvelles noires de l'écrivain Carlos Salem.
Depuis 2010, elle collabore avec de nombreux musiciens et comédiens lors de spectacles dessinés. En 2020 et 2021 elle expose au Musée de la Musique de la Philharmonie de Paris.

## Œuvres
- Petites Hontes enfantines, éditions La Boîte à bulles, 2006.
- L'Île au poulailler

1. tome 1, Laureline Mattiussi (scénario, dessin), couleur : Isabelle Merlet, éditions Treize étrange, 2009.
2. tome 2, Laureline Mattiussi (scénario, dessin), couleur : Isabelle Merlet, éditions Treize étrange, 2010.

- Sale Temps, éditions Milleputois, collection Portefeuille, 2012.
- La Lionne

1. livre 1, Pedicabo vos et irrumabo, Laureline Mattiussi (dessin), Sol Hess (scénario), couleur : Isabelle Merlet, éditions Treize étrange, 2012.
2. livre 2, Odi, amo et excrucior, Laureline Mattiussi (dessin), Sol Hess (scénario), couleur : Isabelle Merlet, éditions Treize étrange, 2013.

- Je viens de m'échapper du ciel, éditions Casterman, 2016.
- Cocteau, l’enfant terrible - (scénario, dessin) avec François Rivière (scénario) Éditions Casterman, 2020  (ISBN 9782203131767)
- Illustrations de  La Collection inavouable. De l’entre-deux-guerres aux spoliations du IIIe Reich, le périple d’un extraordinaire trésor artistique », de Dimitri Delmas, Flammarion, 2023[7]

## Récompense
- 2010 : prix Artémisia de la bande dessinée féminine pour L'Île au Poulailler, t. 1[2]